# عدالة عالمية

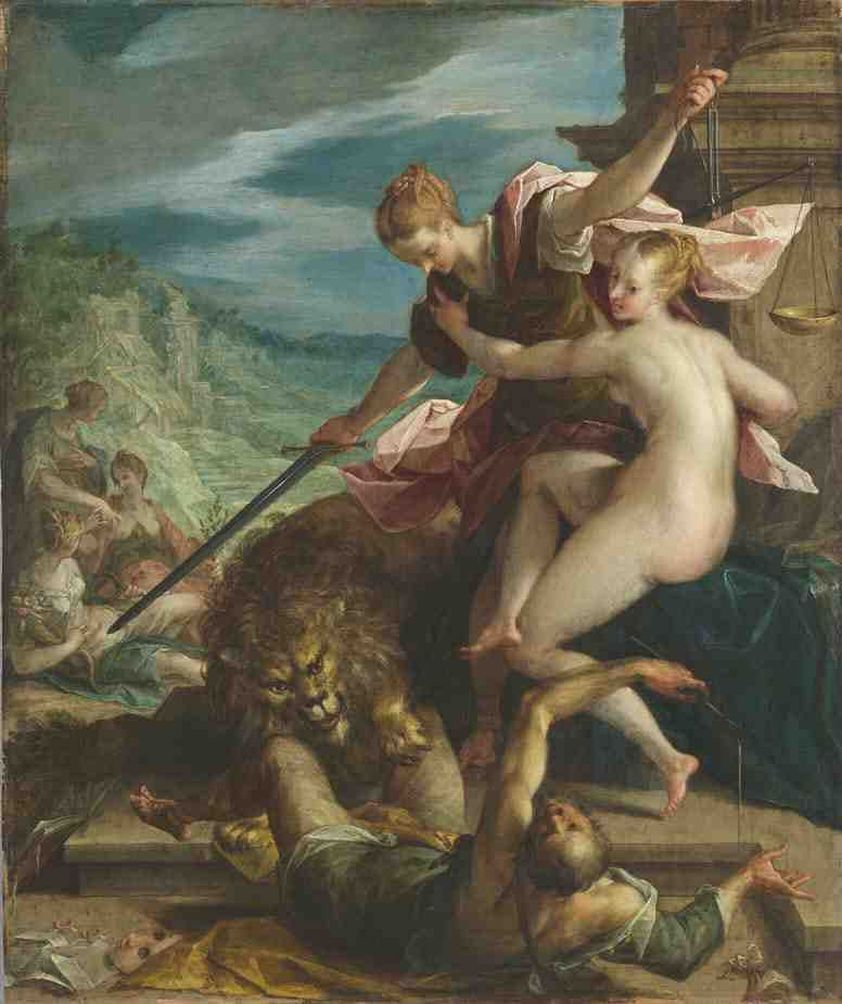
لوحة «انتصار الحقيقة في ظل حماية العدالة» (1598)

العدالة العالمية هي قضية في الفلسفة السياسية تنشأ من القلق حيال الظلم. تُفهَم أحيانًا على أنها شكل من أشكال الأممية.

## لمحة تاريخية
يجادل هينريك سيس بأن الأخلاقيات العالمية والعدالة الدولية في التقليد الغربي جزء من تقليد الحق الطبيعي. وهذا ما نُظِّم ودُرِّس ضمن الثقافة الغربية منذ العصور اللاتينية في الستوا الأوسط وعصر شيشرون والفلاسفة المسيحيين الأوائل أمثال أمبروز وأوغسطينوس. وفقًا لسيس فقد «تمحور تعليم افتراض الحق الطبيعي الباكر هذا حول فكرة أيوس ناتراله (الحق الطبيعي باللاتينية) على سبيل المثال، وهو نظام حقوق طبيعي ومشترك لكل الناس، ومتاح للجنس البشري كأداة قياس للصحيح والخاطئ».

## السياق
طبقًا لعالم السياسة الأمريكي، آيريس ماريون يونغ، «ما تزال النظرة الفلسفية المقبولة على نطاق واسع تؤكد أن مجال التزامات العدالة يُحدَّد عبر العضوية في مجتمع سياسي مشترك. وعلى هذا الأساس، يقع على عاتق الناس الالتزام بالعدالة تجاه الأشخاص الآخرين الذين يعيشون معهم تحت ظل دستور مشترك، أو ينتمون إلى نفس الأمة التي ينتمي الناس إليها». وافق الفيلسوف الإنجليزي ديفيد ميلر على أن الالتزامات تنطبق فقط على الأشخاص الذين يعيشون معًا أو الذين يشكلون جزءًا من الأمة نفسها.
ما ندين به لبعضنا البعض في السياق العالمي هو أحد الأسئلة التي يسعى مفهوم العدالة العالمية إلى الإجابة عنها. قد تتعارض بعض الواجبات الإيجابية والسلبية مع القواعد الأخلاقية للفرد. وصف الكوزموبوليتانز ومن بينهم ديوجانس الكلبي اليوناني القديم أنفسهم بمواطني العالم. وجادل المفكر النفعي واللاسلطوي ويليام غودوين بأنه يقع على الجميع واجب عادل (محايد) لفعل ما بوسعهم، دون تفضيل أي إنسان على آخر.
السياق السياسي الأوسع للمناقشة هو الصراع طويل المدى بين المؤسسات الأكثر والأقل محلية: القبائل مقابل الدول، والقرى مقابل المدن، والمجتمعات المحلية مقابل الإمبراطوريات، والدول القومية مقابل الأمم المتحدة. تضاءلت القوة النسبية للمحلية مقابل العالمية أكثر فأكثر عبر التاريخ المدوَّن. منذ الحقبة الحديثة المبكرة حتى القرن العشرين، شكلت المؤسسة السياسية البارزة الدولة، إذ تمتعت بالسيادة والإقليمية، وادعت احتكار الاستخدام المشروع للعنف ضمن إقليمها، ووُجدت في النظام الدولي للدول الأخرى ذات السيادة. خلال نفس الفترة، وبشكل مترابط، تركز اهتمام الفلاسفة السياسيين فيما يخص العدالة على القضايا المحلية حصريًا: كيف يجب أن تعامل الدول رعاياها، وبِمَ يدين المواطنون لبعضهم البعض؟ ووُضِع العدل جانبًا في العلاقات بين الدول، وبين الأفراد على امتداد حدود البلاد بصفته قضية ثانوية أو خاصة بمنظرّي العلاقات الدولية.
منذ الحرب العالمية الأولى، تحول نظام الدولة بسبب العولمة وإنشاء المنظمات السياسية والاقتصادية التي تتخطى الحدود القومية مثل عصبة الأمم، والأمم المتحدة، والبنك الدولي. خلال الفترة نفسها، وعلى وجه الخصوص منذ سبعينيات القرن العشرين، أصبحت العدالة العالمية قضية هامة في الفلسفة السياسية. في النقاش حول العدالة العالمية المعاصرة، تتمحور قضية عدم الانحياز العامة حول الأهمية الأخلاقية للحدود والانتماء إلى جنسية واحدة. يتخذ كل من الواقعيين والخاصيين (المتخصصين) والقوميين وأعضاء مجتمع تقاليد الدول والكوزموبوليتانيين مواقف متنافسة استجابة لهذه المشكلات.

## الأسئلة المحورية
توجد ثلاثة أسئلة ذات صلة، يتعلق السؤال الأول بنطاق العدالة، والثاني بالعدل في توزيع الثروة والممتلكات الأخرى، والثالث بالمؤسسات المسؤولة عن العدالة، وهذه الأسئلة أساسية في مشكلة العدالة العالمية. حين تعالج هذه الأسئلة الثلاث في ظروف غير مثالية، تكون جزءًا من «أخلاقيات العملية»، وهو فرع من الأخلاقيات السياسية.

### النطاق
هل توجد معايير أخلاقية موضوعية تنطبق على جميع البشر بغض النظر عن الثقافة والعرق والجندر والدين والجنسية وغير ذلك من الخصائص المميزة كما يجادل الشمولي الأخلاقي؟ أم أن المعايير الأخلاقية تطبق فقط ضمن سياقات محدودة مثل الثقافة والأمم والمجتمعات والجمعيات التطوعية؟
يكون المفهوم الأخلاقي للعدالة الاجتماعية عالميًا فقط حين:
- يُخضِع جميع الأفراد لنظام المبادئ الأخلاقية الأساسية نفسه.
- تعطي هذه المبادئ للجميع المزايا الأخلاقية الأساسية والأعباء نفسها.
- لا تميز ولا تضر هذه المزايا الأساسية والأعباء مجموعات معينة بشكل تعسفي.[12]

### المساواة في التوزيع
يسأل جيليان بروك السؤال التالي: «هل علينا الالتزام بالتأكد من تحقيق احتياجات الناس الأساسية وقدرتهم على عيش حياة كريمة، أم يجب أن نهتم أكثر بالمساواة الاجتماعية الاقتصادية العالمية؟». يعيش نحو 1.1 مليار شخص، أي 18% من البشرية، بأدنى من دولارين في اليوم. فهل هذا التوزيع للثروات والأملاك الأخرى عادل؟ ما هو السبب الجذري للفقر، وهل هناك ممارسات جائرة في عالم الاقتصاد؟ قال جون رولز إن الالتزامات الدولية تقع بين الدول طالما أن «الدول تملك الحد الأدنى من اللياقة» حيث يجادل توماس نيغيل بأن الالتزامات تجاه الآخرين تقع على مستوى فردي وليس بالضرورة أن تُستَوفى الأسباب الأخلاقية للانضباط حتى يستحق الفرد معاملة متساوية دوليًا. يقول بيتر سينغر فيما يخص المجاعة والترف والأخلاقية إن الأغنياء عليهم التزام أخلاقي بمنح أموالهم لذوي الحاجة.

### المؤسسات
ما المؤسسة التي تشكل مثالًا للعدالة العالمية؟ الدول، أم الكميونات، أم الكيانات الفدرالية، أم المؤسسات المالية العالمية مثل البنك الدولي، أم المنظمات غير الحكومية العالمية، أم الشركات متعددة الجنسيات، أم المحاكم الدولية، أم دول العالم؟ وكيف يمكن أن يكسبوا دعمنا، وعلى من تقع مسؤولية إنشاء هذه المؤسسات وإدامتها؟ وكم يجب أن يكون مقدار حرية التنقل بين السلطات القضائية للكيانات الإقليمية المختلفة؟
يقول توماس بّوج إن الدول تستطيع تحقيق العدالة العالمية بمفردها «لم يكن من المقبول أبدًا أن تقدم مصالح الدول -والتي هي مصالح الحكومات- الاعتبارات الوحيدة ذات الصلة أخلاقيًا في العلاقات الدولية». دعمت المنظمات مثل منظمة التجارة العالمية التجارة الحرة ولكنها سمحت بسياسة الحماية في الدول المتطورة الثرية في هذه النقطة وفقًا لبّوج وموليندورف.
أظهرت الاستطلاعات العامة وجود دعم للمحكمة الجنائية الدولية. أقرت مئة وثلاثون مجموعة من المجتمع المدني في أفريقيا بأن المحكمة الجنائية الدولية تعمل بشكل غير عادل لكنها تبقى داعمة لها لصالح الوصول للعدالة العالمية. في الدوائر الاستثنائية في محاكم كمبوديا، قال بعض المراقبين إن «المحكمة لن تكون فعالة بحق إلا إذا استطاعت معالجة القضية الحاسمة المتعلقة بكيفية تقديم التعويضات لضحايا النظام بشكل صحيح» في حين أيدها آخرون، إذ قال يوك تشانغ رئيس مركز التوثيق في كمبوديا: «أعتقد أن القضية ستكون أهم محاكمة في تاريخ كمبوديا». انتُقِدَت إحدى المؤسسات العالمية وهي اللجنة الدولية للتغيرات المناخية المسؤولة عن إبرام اتفاقيات بشأن التغير المناخي، وذلك لعدم عملها بسرعة كافية. لاحظت آن بيترمان وأورين لانجيل العاملين في مشروع إيكولوجيا العدالة الاجتماعية أنه في عام 2007 تلقى المطلعون بشؤون الصناعة معاملة أفضل من «مراقبي المجتمع المدني ومندوبي الدول الفقيرة التي تأخرت تأشيراتها».